# 陈桐生
陈桐生（1955年10月—），安徽桐城人，全国优秀教师，广东外语外贸大学教授。

## 生平
1977年恢复高考后考入安徽师范大学中文系读本科，后考取武汉大学中文系攻读硕士研究生。1989年考入陕西师范大学文学研究所读博士，师从霍松林先生。先后在安徽师范大学、汕头大学、湖北大学任教，2006年起任教于广东外语外贸大学，担任中国语言文化学院教授。

## 学术贡献
主要从事先秦两汉文学研究工作。主持教育部哲学社会科学研究重大课题攻关项目等项目多项，发表学术论文170多篇，出版个人独立学术专著22种。研究成果获省级哲学社会科学优秀成果二等奖、三等奖。2014年获“全国优秀教师”称号。

## 著作
- 《中国史官文化与史记》（1993年，台北文津出版社）
- 《史记与今古文经学》（1995年，陕西教育出版社）
- 《楚辞与中国文化》（1997年，陕西教育出版社）
- 《史记与诗经》（2000年，人民文学出版社）
- 《战国文人心态史》（2001年，河北教育出版社）
- 《史魂——司马迁传》（2001年，人民文学出版社）
- 《儒家经传文化与史记》（2002年，台北洪叶出版社）
- 《孔子诗论研究》（2004年，中华书局）
- 《史记与诸子百家之学》（2006年，安徽大学出版社）
- 《礼化诗学》（2009年，学苑出版社）
- 《曾子 子思子》（2009年，中华书局）
- 《七十子后学散文研究》（2011年，暨南大学出版社）
- 《论语十论》（2012年，暨南大学出版社）
- 《国语全本全注全译》（2013年，中华书局）
- 《盐铁论全本全注全译》（2015年，中华书局）
- 《先秦文学十论》（2016年，人民出版社）
- 《国语》（中华经典藏本）（2016年，中华书局）